# Constanța megye
Constanța megye (magyarul: Konstanca megye) közigazgatási egység Romániában, a Dobrudzsa régióban. 7071 km2-es területével Románia 8. legnagyobb megyéje, mely az ország teljes területének mintegy 3,56%-át adja. Emellett közel 655 ezer fős lakosságával Románia 6. legnépesebb közigazgatási egysége, ezzel az ország népességének 1,01%-ával rendelkezik, népsűrűsége meghaladja az országos átlagot.
Északról Brăila megye és Tulcea megye, keletről a Fekete-tenger, délről Bulgária, nyugatról pedig Călărași megye és Ialomița megye határolja. Székhelye Konstanca, Románia legnagyobb tengeri kikötője és egyik legrégebbi városa, amelyet az ókori görögök Tomis néven alapítottak. Híres a Casino épületéről, a Fekete-tenger partvidékéről, valamint a történelmi és kulturális örökségéről, beleértve Ovidius költő emlékművét. Emellett a megye jelentős városai közé tartozik Mamaia, mely hosszú, homokos strandjairól, luxus szállodáiról, éttermeiről és szórakozóhelyeiről híres, Csernavoda, mely híres a Duna-hídjáról és Románia egyetlen atomerőművéről, illetve Mangalia, mely fontos turisztikai és gyógyfürdőváros a Fekete-tenger partján.
Románia délkeleti részén, a Fekete-tenger partján található. A megye területét főként síkvidéki tájak jellemzik, melyet az havasalföldi síkság és a Duna-delta övezete határol. Az északi részén található a Dobrogea-hegyvidék, míg a déli része gazdag homokos strandokban, mint Mamaia. A megye területét a Duna folyó is átszeli, és több jelentős folyóág is található itt. A terület különleges természeti környezetet kínál, különösen a delta és a part menti ökoszisztémák. Konstanca megye kiemelkedő turisztikai célpont a Fekete-tenger partján, és gazdaságának alapja a tengerészeti ipar és a turizmus.
Történelme hosszú és változatos, mivel a terület már az ókorban is lakott volt. Az ókori görögök alapították Tomis városát (ma Konstanca), amely fontos kereskedelmi központtá vált a Fekete-tenger partján. A rómaiak hódítása után a település Constantiana néven vált ismertté, és fontos szerepet játszott a római provinciában. A középkorban a térség a Bizánci Birodalom befolyása alatt állt. A 15. században a Dél-Dunai Hercegségek és az Oszmán Birodalom hódítása következtében az egész régió az oszmán birodalom része lett. A 19. század végén, miután Románia függetlenné vált, Konstanca fontos ipari és kereskedelmi központtá fejlődött. A 20. században a város és a megye gazdaságának alapját a tengerészeti ipar, a kikötő és a turizmus képezték. Ma Konstanca megye Románia legfontosabb tengeri régiója, és a turizmus, kereskedelem és ipar jelentős központja.

## Nevének eredete
Konstanca megye nevét a megye székhelyétől, Konstanca városától kapta. A város neve a római időkből ered: Nagy Konstantin császár (274–337) testvérét, Constanca császárnőt tisztelve nevezte el így a települést.

Constanța megye elhelyezkedése Románia területén

## Domborzat
A megye felszínét a Dobrudzsai-hegység (románul: Podișul Dobrogei), az ország ősi hegységének maradványa, uralja. A gránit, porfír, fillit és mészkő alkotta Dobrudzsai-tönk egyik, felszínalaktanilag tagolódott része a megye északi részén található, ez a Közép-Dobrudzsai fennsík, melynek felszínének arculata változatos, mert 200-300 méter magas fennsíkok (Dorobanțului-fennsík) és dombvidéki tájak kisebb-nagyobb medencékkel, partmenti síkságokkal, alacsonyabb letarolt felszínekkel (Casimcei-fennsík) váltakoznak, számos barlanggal és dolinákkal.
Dél felé az idősebb kristályos kőzeteket fiatalabb üledékes takaró borítja, s a tagoltabb, mozgalmasabb felszín átmegy a 100 méter magas kréta-tábla síkságba, ez az egyhangúbb lapos felszín a Dél-Dobrudzsai fennsík, legdélebbi része, a Negru Vodă-fennsík, mely Bulgária felé túlterjed az országhatáron. A Közép- és Dél-Dobrudzsai fennsík között vezet a Bukarestet Konstancával összekötő autópálya, valamint a Duna–Fekete-tenger csatorna.
Nyugaton a Dobrudzsai-tönk enyhén lejt a Duna irányába, ahol a folyam széles árterülete választja el a Román-alföldtől. A megye fekete-tengeri partvidékét Tulcea megyétől Mamaiaig alacsony homokos parti síkság övezi, melyet a tenger hullámmorajlása épített fel a Duna-delta szétteregetett hordalékából. A hullámmorajlás hosszú törmelékgátakat, úgynevezett szárnyturzásokat is épített a partmenti tengerben, s ezek a szárnyturzások szárnylagunákat, majdnem zárt részeket választottak le a tengerből. Mamaiatól délre lösszel fedett, alámosott magas fal (abráziós partfal) kíséri a partszegélyt, melyet mélyre vágódott, megsüllyedt és a tenger által elöntött folyótorkolatok, úgynevezett limánok tagolnak. Ezen a szakaszon a turzásokkal elrekesztett és finom homokkal kitöltött limánokon alakultak ki a tengerpart ismertebb fürdőhelyei (Eforie, Mangalia).

## Története
Constanța megye gazdag történelmi értékekkel rendelkezik, az első letelepülők a trákok voltak a vaskorban. Őket követték a géták, majd a dákok. I. e. a VII. században kialakultak az első civilizált városállamok, melyeket a délről érkező görög betelepülők alapítottak, magukkal hozva és meghonosítva az akkori idők legfejlettebb társadalmi struktúráját, építészetüket, technikai vívmányaikat. Számos várost alapítottak a mai megye területén, legjelentősebbek: Histria (a mai Istria), Callatis (a mai Mangalia), Tomis (a mai Konstanca területén).
Az i. sz. I. – II. században a Római Birodalom határai elérték Dobrudzsa déli vidékeit, Traianus római császár két háborúban (101-102 és 105-106) elfoglalta a régiót, és Moesia Inferior provincia részévé tette. A provincián belül a mai megye Scythia Minor (Kis-Szkítia) része volt. A rómaiak újabb lendületet adtak a régió fejlődésének, városokat alapítva a területen, a legjelentősebb ilyen település Tropaeum Traiani (a mai Adamclisi közelében).
A birodalom hanyatlásának utolsó évszázadaiban számos vándornép fordult meg a megye területén, többek között az avarok, a gótok, a szlávok, bolgárok. A III. század legvégétől a Bizánci Birodalom része lett. Az elkövetkező évszázadok során pusztítottak itt a tatárok, majd az Oszmán Birodalom része lett, később egy rövidebb periódusra az Orosz Birodalom területe is volt, majd Bulgária fennhatósága alá került.
1878-tól, az egész Dobrudzsával együtt, Romániához csatolták. A második világháború során német megszállás alá került, de a háborút lezáró béketárgyalások során megerősítették Románia fennhatóságát a megye felett.

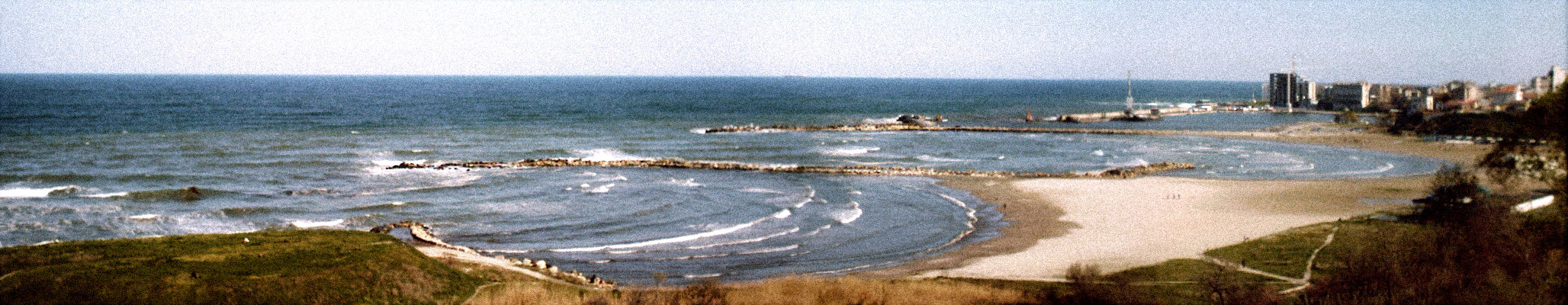
A Fekete-tenger Konstancánál

## Népesség
A 2011-es népszámlálás adatai szerint az összlakosságból 470 961 fő városokban élt (68,8%).
A lakosság számának alakulása:

## Gazdaság
A 2004-es adatok alapján a foglalkoztatottak száma a megyében 276 100 fő. Ebből 27,4% a mezőgazdaságban, 17,7% az iparban, 14,2% az áruszállításban, 10,4% a személyszállításban és 7,9% az építőiparban dolgozik.
Az ország gazdaságilag egyik legjelentősebb megyéje, itt történik az ország kőolaj-kitermelésének 10,3%-a, finomításának pedig a 18,5%-a, a kénsavgyártás 18,2%-a, a műtrágya előállításának a 2,3%-a, a cement 19,2%-a, a gyapjú 1,6%-a, az étkezési olajok előállításának a 10,3%-a és a földgáz-kitermelésének 2,3%-a.

### Mezőgazdaság
A megye 565,737 hektárnyi mezőgazdasági használatban lévő területtel rendelkezik, amiből 326,751 hektárnyi magántulajdonban van illetve ebből 431,000 hektárnyi mesterségesen öntözhető. A legfontosabb termesztett növények: búza, kukorica, rozs, cukorrépa.

### Ipar
Fontosabb iparágak: nukleáris és vízenergia-ipar (cernavodăi atomerőmű, vízerőművek Konstancában, Ovidiuban és Năvodariban), gépgyártás, vegyipar (S.C."PETROMIDIA" Constanța), kőolaj- és földgáz-kitermelés, cementgyártás, textil- és ruházati ipar, faipar.

### Kereskedelem
A Duna–Fekete-tenger csatornán jelentős az áruszállítás, illetve a megyében találhatóak az ország legjelentősebb kikötői (Konstanca, Mangalia)

## Turizmus

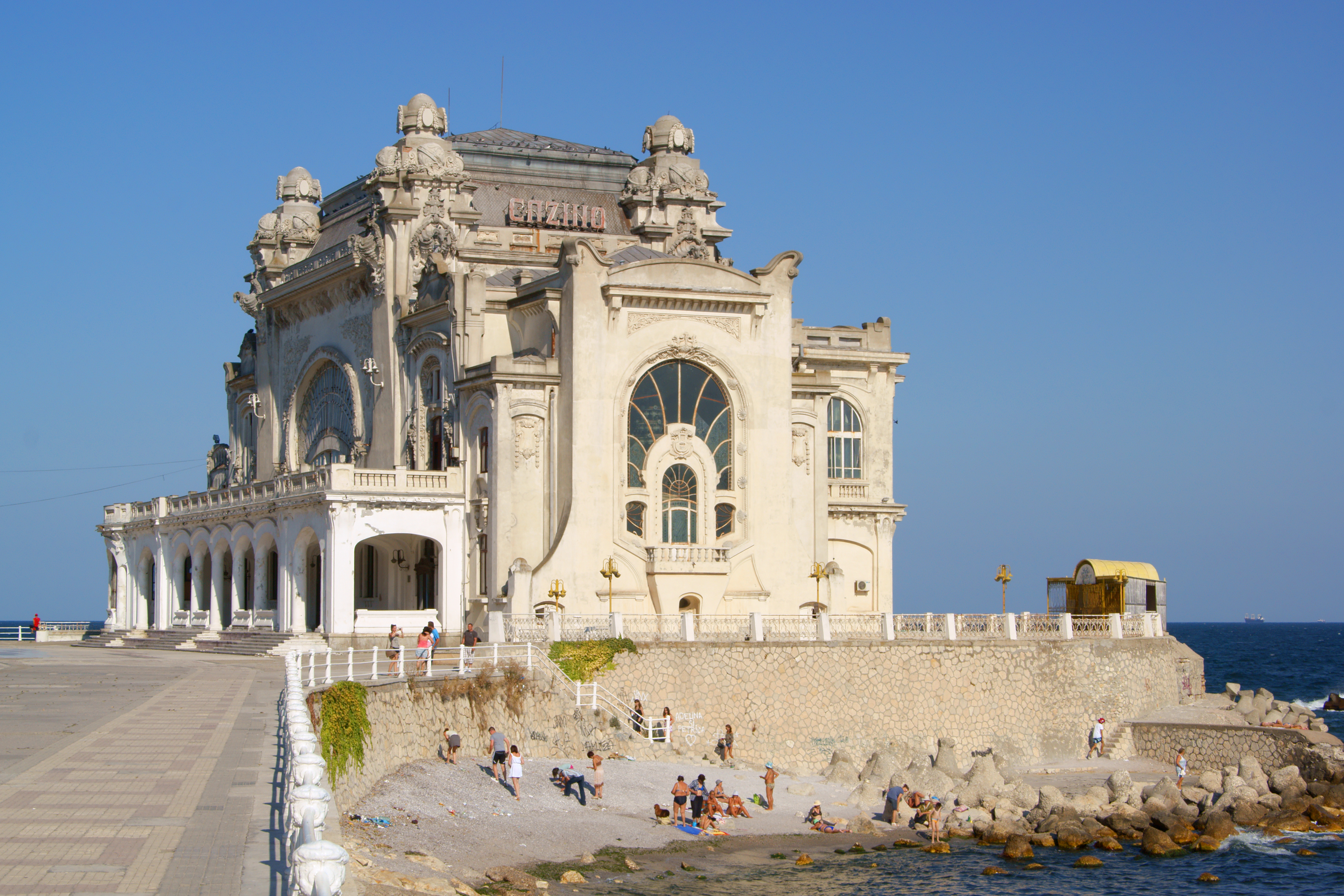
Konstanca, a megyeszékhely
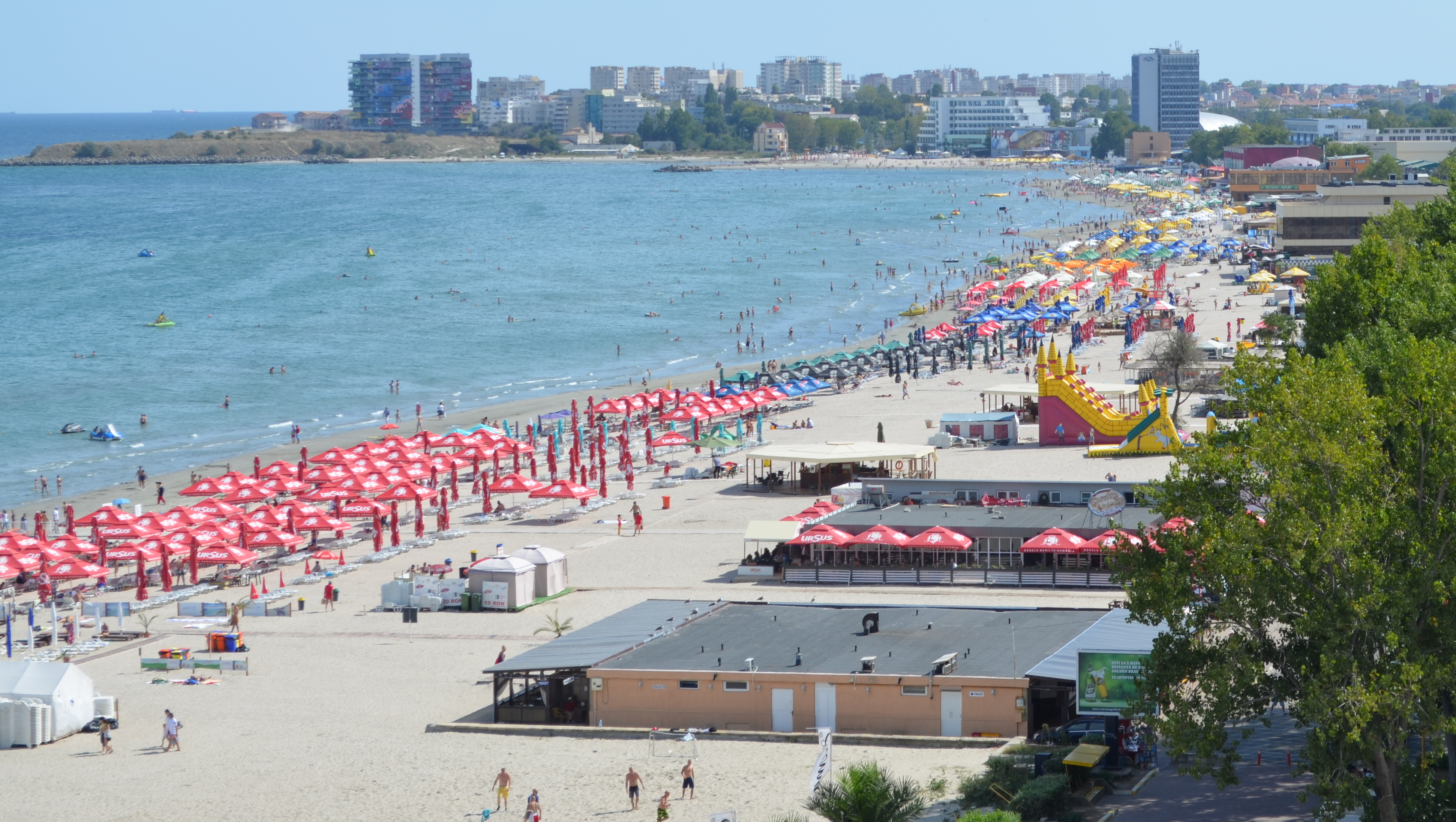
A Mamaia
Fântânele-Cogealac szélerőműpark

## Politika
A Constanțai Megyei Tanács jelenlegi elnöke Nicușor Constantinescu. A 2008-as helyhatósági választásokon a megye lakosai 36 tanácsost választottak meg, a tanácsosi székek három párt között lettek kiosztva:
| Pártok                 | Tanácsosok száma |
| ---------------------- | ---------------- |
| Szociáldemokrata Párt  | 20               |
| Demokrata Párt         | 9                |
| Nemzeti Liberális Párt | 7                |

## Címere

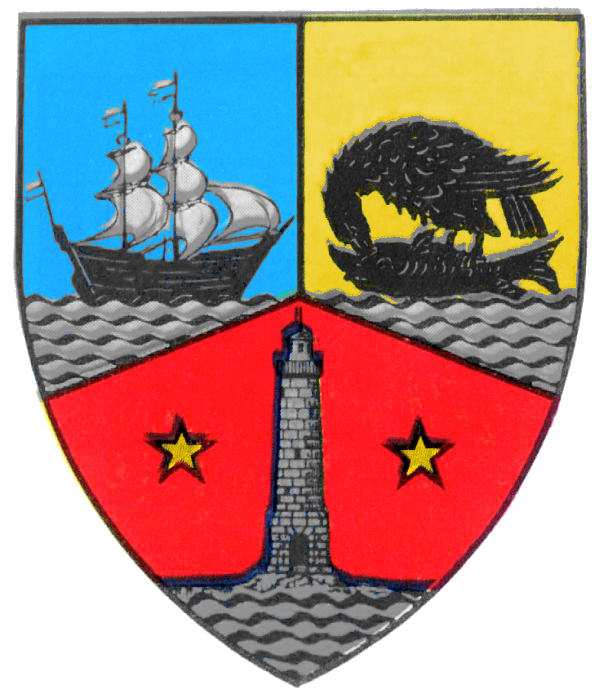
A két világháború között
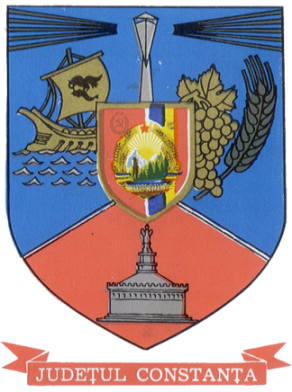
A kommunizmus idején
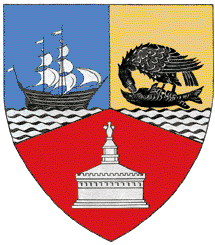
Jelenlegi

## Települések
A megyében 3 municípium, 9 város és 58 község található.

## Képek

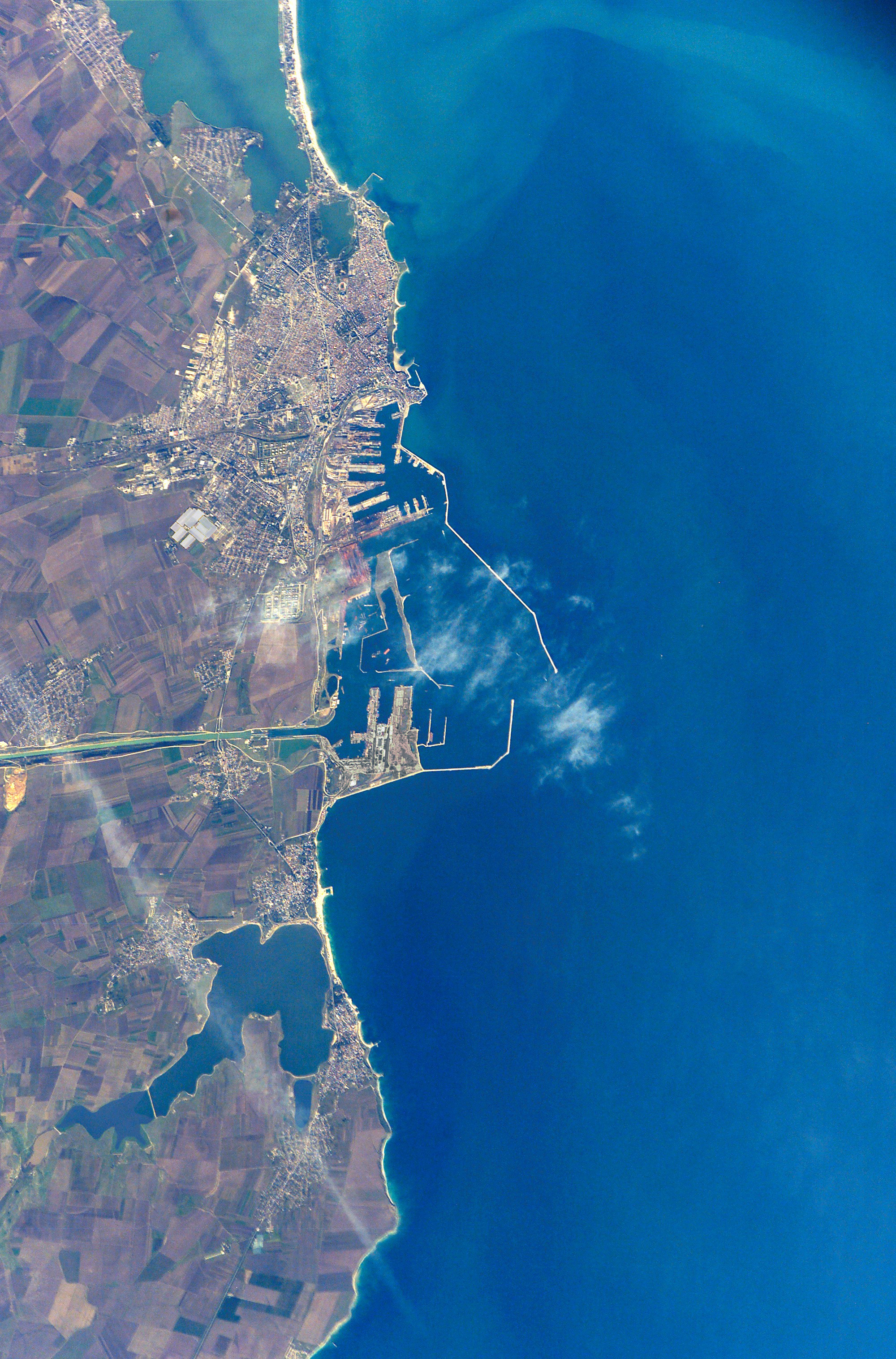
Konstanca műholdfelvétele
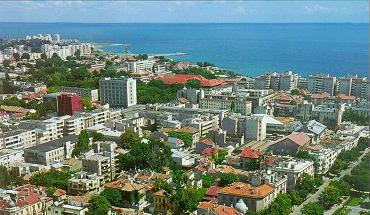
A megyeszékhely
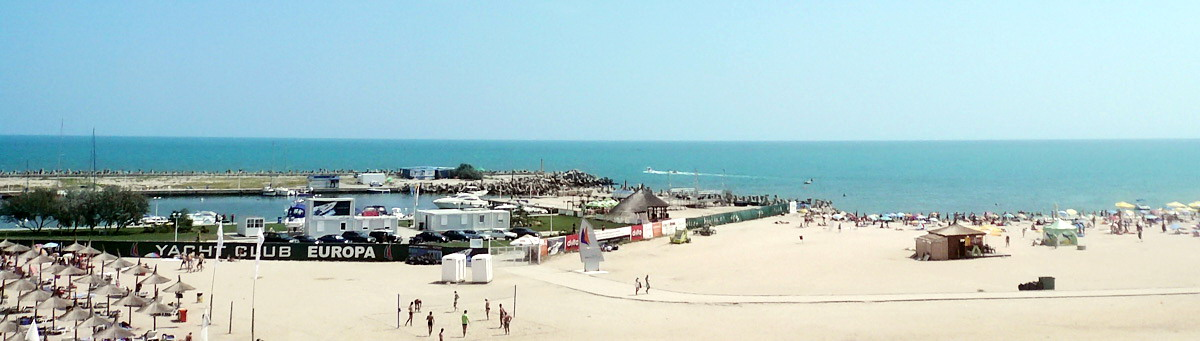
Eforie